# Dinara Galijewna Usbekowa
Dinara Galijewna Usbekowa (russisch Динара Галиевна Узбекова; * 22. August 1933 im Dorf Almetjewo, Tatarische Autonome Sozialistische Sowjetrepublik; † 13. Oktober 2020) war eine sowjetische bzw. russische Pharmakologin und Hochschullehrerin.

## Leben
Usbekowas aus Baschkirien stammender Vater war Biochemiker, während ihre Mutter Kinderärztin war. Der Großvater und Urgroßvater waren Mullahs an der Moschee.
Nach dem Schulabschluss mit Silbermedaille begann Usbekowa 1951 das Studium am  Medizinischen Institut Stawropol, in dem ihr Vater den Lehrstuhl für Biochemie leitete. Nach einem Jahr wechselte sie an das nach Iwan Pawlow benannte Medizinische Institut Rjasan, als ihr Vater dort den Lehrstuhl für Biochemie übernahm.
Nach dem Studiumsabschluss 1957 mit Auszeichnung wurde Usbekowa Bezirksärztin. Ab 1959 arbeitete sie auch als Assistentin des Lehrstuhls für Pharmakologie des Medizinischen Instituts Rjasan (Ernennung zur Dozentin 1968). Bei Anatoli Nikulin fertigte sie ihre Kandidat-Dissertation über die Wirkung getrennter und kombinierter Anwendungen von Glutaminsäure und Coffein auf die biochemischen und elektroenzephalografischen Kennwerte der Gehirnfunktion an, die sie mit Erfolg für die Promotion zur Kandidatin der medizinischen Wissenschaften verteidigte. Ihre Doktor-Dissertation über die Regulierung von Stoffwechselprozessen im Gehirn durch biologisch aktive Substanzen (α-Tocopherol, Glutathion, Adenosin-Triphosphorsäure) verteidigte sie 1974 mit Erfolg für die Promotion zur Doktorin der medizinischen Wissenschaften.
Ab 1978 leitete Usbekowa das Zentrale Forschungslaboratorium des Medizinischen Instituts Rjasan und ab 1983 den Lehrstuhl für klinische Pharmakologie mit Ernennung zur Professorin. Ab 1994 organisierte und betreute sie ständig die einzigen in Russland zugelassenen Apitherapie-Fortbildungskurse für Ärzte.

## Ehrungen
- Ausgezeichnete des Gesundheitswesens (1983)[5]
- Verdiente Hochschul-Arbeiterin der Russischen Föderation (2012)[3][6]